# Судаков, Владимир Константинович
Влади́мир Константи́нович Судако́в (23.07.1921, Нижегородская область — 11.01.1999, Москва) — советский военнослужащий, участник Великой Отечественной войны, Герой Советского Союза, помощник командира 122-го гвардейского бомбардировочного авиационного полка по воздушно-стрелковой службе, гвардии капитан.

## Биография
Родился 23 июля 1921 года в селе Починки ныне Нижегородской области. Окончил 10 классов школы.
В армии с 1940 года. Окончил школу воздушных стрелков-радистов. Служил в строевых частях ВВС. Участник Великой Отечественной войны с июня 1941 года в должности стрелка-радиста 130-го бомбардировочного авиационного полка. Уже 26 июня 1941 года, возвращаясь после бомбардировки вражеской колонны близ города Берёза, отразил атаку истребителей и сбил один из них. После окончания Высшей офицерской школы был назначен помощником командира полка по воздушно-стрелковой службе. В 1944 году комсомольцы и молодёжь Починковского района собрали деньги на постройку самолёта «Починковский комсомолец» и просили передать самолёт экипажу, в котором служил их земляк.
К марту 1945 года совершил 182 успешных боевых вылета на бомбардировщиках СБ и Пе-2, в 27 воздушных боях сбил лично 4 и в группе 3 самолёта противника. Воевал на Западном, 3-м Белорусском и 1-м Прибалтийском фронтах, был ранен. Участвовал в оборонительных боях в Белоруссии, обороне Москвы, освобождении Белоруссии, Польши и Прибалтики. Всю войну пролетал в экипаже Героев Советского Союза — лётчика А. А. Лоханова и штурмана А. Н. Медведева.
За мужество и героизм, проявленные в боях, Указом Президиума Верховного Совета СССР от 29 июня 1945 года гвардии капитану Судакову Владимиру Константиновичу присвоено звание Героя Советского Союза с вручением ордена Ленина и медали «Золотая Звезда».
Участник советско-японской войны 1945 года. В 1952 году окончил Военно-воздушную инженерную академию имени Н. Е. Жуковского. Был старшим преподавателем в этой академии, доцент. С 1983 года полковник В. К. Судаков — в отставке.
Жил в Москве. Умер 11 января 1999 года. Похоронен на Пятницком кладбище в Москве.
Награждён орденами Ленина, Красного Знамени, двумя орденами Отечественной войны 1-й степени, орденом Отечественной войны 2-й степени, двумя орденами Красной Звезды, орденом «За службу Родине в Вооружённых Силах СССР» 3-й степени, медалями.